# Oleno-Kosohorivka (Mîkolaiivka), Kirovohrad
Oleno-Kosohorivka (în ucraineană Олено-Косогорівка) este un sat în comuna Mîkolaiivka din raionul Kirovohrad, regiunea Kirovohrad, Ucraina.

## Demografie
Componența lingvistică a localității Oleno-Kosohorivka
     Ucraineană (94,09%)
     Română (2,96%)
     Rusă (2,69%)
     Alte limbi (0,27%)
Conform recensământului din 2001, majoritatea populației localității Oleno-Kosohorivka era vorbitoare de ucraineană (94,09%), existând în minoritate și vorbitori de română (2,96%) și rusă (2,69%).